# Lupinoblennius dispar
Lupinoblennius dispar és una espècie de peix de la família dels blènnids i de l'ordre dels perciformes.

## Morfologia
- Els mascles poden assolir 5 cm de longitud total.[3][4]

## Reproducció
És ovípar.

## Hàbitat
És un peix de clima subtropical i associat als esculls de corall.

## Distribució geogràfica
Es troba des del sud de Florida, les Antilles i Mèxic fins a Panamà.